# Juan Grabois
Juan Grabois (pronúncia espanhola: [ˈxwaŋ ɡɾaˈβojs] (escutarⓘ); San Isidro, 23 de maio de 1983) é um advogado, licenciado em ciências sociais, escritor, dirigente social e político argentino. É fundador da Unión de Trabajadores y Trabajadoras de la Economía Popular e da Frente Patria Grande. Ademais, é membro do Dicasterio para o Serviço do Desenvolvimento Humano Integral do Vaticano. Trabalha como docente de Teoria do Estado na Faculdade de Direito da Universidade de Buenos Aires. Foi precandidato a presidente nas PASSO do 13 de agosto de 2023 por União pela Pátria nas que foi eleito Sergio Massa. Foi criador do think tank: : Fundación para el Desarrollo Humano Integral (Fundación DHI)